# Cancerfonden
Cancerfonden är en svensk fristående ideell organisation grundad 1951. Cancerfondens vision är att besegra cancer. Målet är att fler ska överleva och färre ska drabbas av sjukdomen. För att nå dit arbetar organisationen med forskningsfinansiering, opinionsbildning och kunskapsspridning. 
Cancerfonden är en ideell insamlingsorganisation utan statligt stöd. Organisationen är helt beroende av testamenten och gåvor från privatpersoner och företag. Insamling av pengar görs genom kampanjer och värvning av månadsgivare. Cancerfonden övervakas av Svensk insamlingskontroll.
Cancerfonden är den enskilt största finansiären av svensk cancerforskning och finansierar varje år över 450 forskningsprojekt. Man anlitar ett sjuttiotal av Sveriges ledande cancerforskare för att prioritera bland alla ansökningar om forskningsstöd som inkommer till fonden.

## Organisation
Cancerfonden har, förutom enskilda medlemmar, 28 huvudmannaorganisationer, vilka är bland annat fackliga organisationer, politiska organisationer och intresseorganisationer. Organisationens högsta organ är huvudmannamötet.

## Ekonomi
Under 2021 samlade Cancerfonden in nära 950 miljoner kronor, där majoriteten kom från testamenten och andra gåvor. Över 76 procent gick under 2021 till forskningsfinansiering och kostnaderna för insamling och administration uppgick till 14 procent. 

## Kampanjer

### Rosa bandet

Det rosa bandet.

Rosa bandet är en kampanj som Cancerfonden sedan 2003 genomför årligen i oktober månad. Målet är att bekämpa bröstcancer genom att finansiera cancerforskning, sprida kunskap om sjukdomen och driva opinion.
Insamlade pengar går till:
- Cancerforskning (klinisk forskning, vårdforskning och epidemiologi), både inom bröstcancer och andra cancerformer
- Grundforskning (preklinisk forskning) som är nödvändig för all cancerspecifik forskning.
- Kunskapsspridning om bröstcancer, bland annat vikten av tidig upptäckt.
- Opinionsarbete kring bröstcancer, bland annat bristen på specialister.

År 2011 samlade Cancerfondens Rosa bandet-kampanj in 45 miljoner kronor. 2012 genomfördes Cancerfondens Rosa bandet-kampanj för tionde året i rad och samlade in 49 miljoner kronor.
Från 2004 har kulmen på Rosa bandet-kampanjen varit en tv-sänd välgörenhetsgala, Rosa Bandet-galan, för bröstcancerforskning. År 2013 sändes galan i ny form under namnet Tillsammans mot cancer, till förmån för cancerforskning och cancerdrabbade i alla typer av cancersjukdomar.

### Mustaschkampen
Mustaschkampen var en kampanj som Cancerfonden drev under åren 2007-2011 för att samla in pengar till förmån för forskning relaterad till prostatacancer. Mustaschkampen samlade under de fem åren kampanjen pågick in 32 miljoner kronor. 
Under perioden som Mustaschkampen pågick delade Cancerfonden totalt ut 118 miljoner till prostatacancerrelaterad forskning.
Mustaschkampen har efter 2011 fortsatt i Prostatacancerförbundets regi. Cancerfonden har fortsatt arbeta med prostatacancerfrågan genom kunskapsspridning och opinionsbildning i andra former. Kennet Anderssons insamlingsturnering Kennet Cup fortgick 2012, för tredje året, till förmån för Cancerfonden.

### Säg nej till cancer
"Säg nej till cancer" var en kampanj som lanserades i april 2016 med budskapet "En tredjedel av all cancer kan förebyggas genom en hälsosam livsstil. I april utmanar vi därför alla att säga Nej till biffen, cigaretterna, soffan, alkoholen och solen mitt på dagen. Säg #nejtillcancer med oss!"
Kampanjen fick kritik i sociala medier av de som uppfattade den som skuldbeläggande för de redan drabbade. Cancerfondens PR- och pressansvarig svarade att syftet inte var att skuldbelägga någon som fått en cancerdiagnos och hänvisade till Cancerfondens uppdrag vilket, utöver att samla bidrag till forskningen, är att arbeta för att färre ska drabbas och fler ska överleva. Syftet med kampanjen var att sprida kunskap om vad individen själv kan göra för att minska riskerna för cancer.
Trots förtydligandet blev kritiken så stor att Cancerfonden avvecklade kampanjen vars kostnad inte tillkännagavs.

### Årets cancerforskare
Priset Årets cancerforskare delas sedan 2016 ut av Cancerfonden till en forskare som särskilt utmärkt sig inom vetenskapsområdet. Syftet med priset är att "lyfta fram cancerforskarnas envisa kamp mot cancer". Cancerfondens forskningsnämnd beslutar varje år vem som ska tilldelas priset. Tillsammans med priset delas det ut forskningsanslag om några miljoner och vinnaren uppmärksammas även i TV4 på Cancergalan i januari.

#### Mottagare
- 2016 - Thomas Helleday
- 2017 - Lena Claesson-Welsh
- 2018 - Fredrik Mertens
- 2019 - Ruth Palmer
- 2020 - Sophia Zackrisson
- 2021 - Anna Martling
- 2022 - Henrik Grönberg
- 2022 - Henrik Grönberg
- 2023 - Göran Jönsson[7][8]
- 2024 - Maréne Landström[9]
- 2025 - Kristian Pietras[10]